# Diament (singel)
Diament (zapis stylizowany: diament) – singel polskiej piosenkarki Zalii. Singel został wydany 10 października 2024.
Kompozycja znalazła się na 10. miejscu listy OLiA, najczęściej odtwarzanych utworów w polskich rozgłośniach radiowych.

## Geneza utworu i historia wydania
Utwór napisali i skomponowali Julia Zarzecka, Jan Bąk i Leon Krześniak, który również odpowiada za produkcję utworu. 
Piosenkarka o singlu:

To piosenka o nowo poznanej osobie, z którą już od samego początku czujemy się wyjątkowo dobrze – do tego stopnia, że zaczynamy zastanawiać się, czy to w ogóle możliwe i czy coś za moment tego nie zniszczy. Osoba w piosence jest właśnie tym »diamentem«, na którym szukamy rys, czymś perfekcyjnym, na czym próbujemy doszukać się niemożliwych wad. To piosenka o pierwszym uczuciu, o połączeniu z drugą osoba od »pierwszego wejrzenia« i nawiązaniem do powiedzenia: »when you know, you know«.

Singel ukazał się w formacie digital download 10 października 2024 w Polsce za pośrednictwem wytwórni płytowej Def Jam Recordings w dystrybucji Universal Music Polska.
25 października 2024 piosenka została zaprezentowana telewidzom stacji TVN w programie Dzień dobry TVN.

## „Diament” w stacjach radiowych
Nagranie było notowane na 10. miejscu w zestawieniu OLiA, najczęściej odtwarzanych utworów w polskich rozgłośniach radiowych.

## Lista utworów
- Digital download[3]

1. „Diament” – 3:23

## Notowania
| Kraj   | Lista (2024)                   | Najwyższa pozycja |
| ------ | ------------------------------ | ----------------- |
| Polska | OLiS – oficjalna lista airplay | 10                |

| Kraj   | Lista (2024)                   | Pozycja |
| ------ | ------------------------------ | ------- |
| Polska | OLiS – oficjalna lista airplay | 96      |

## Wyróżnienia
| Rok  | Konkurs                  | Kategoria                   | Rezultat    |
| ---- | ------------------------ | --------------------------- | ----------- |
| 2024 | Gorąca 100               | 100 największych hitów 2024 | Nominacja   |
| 2024 | Przebój roku RMF FM 2024 | Przebój roku                | 17. miejsce |